# 2 Brygada Rakiet Operacyjno-Taktycznych
2 Pomorska Brygada Artylerii (2 BA) / 2 Armijna Brygada Rakiet Operacyjno-Taktycznych (2 ABROT) – związek taktyczny wojsk rakietowych Sił Zbrojnych PRL.

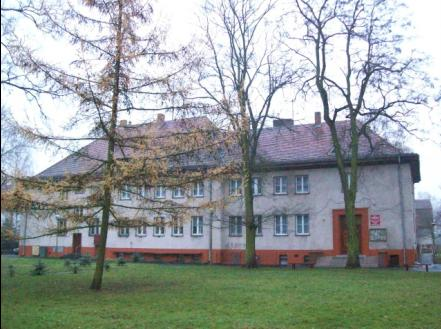
Choszczno – w tym mieście stacjonowała jednostka

## Historia
Brygada została sformowana zarządzeniem Szefa Sztabu Generalnego WP nr 0043/Org. z 21 marca 1963, w garnizonie Choszczno, jako 20 Brygada Artylerii. Uchwałą Rady Państwa z 13 września 1963 został jej nadany sztandar. Rozkazem Ministra Obrony Narodowej nr 025/MON z 30 września 1965 została przemianowana na 2 Pomorską Brygadę Artylerii i kultywowała tradycje 2 Pomorskiej Brygady Artylerii Haubic. Święto jednostki zostało ustanowione na 8 lutego. Jej podstawowe uzbrojenie stanowiły zestawy rakietowe R-170, a potem R-300. Intensywne szkolenie prowadzone z zachowaniem pełnego maskowania kończyło się strzelaninami bojowymi prowadzonymi w ZSRR, głównie na kazachskich poligonach.
Brygada w okresie wojny mogła niszczyć uderzeniami jądrowymi i chemicznymi cele znajdujące się w przewidywanym pasie natarcia armii. Głowice jądrowe i chemiczne miały pochodzić ze składów Armii Radzieckiej.
31 grudnia 1992 brygada została rozformowana, a na bazie jej pododdziałów oraz rozformowanego w tym samym czasie 7 Dywizjonu Rakiet Taktycznych 2 DZ, 1 stycznia 1993 powołano 2 Pułk Rakiet. W miejsce systemów rakietowych R-300 Elbrus, na uzbrojenie weszły najnowocześniejsze wówczas w Wojsku Polskim zestawy rakietowe Toczka.
2 września 1994 jednostka otrzymała imię Hetmana Jana Zamoyskiego i nazwę wyróżniającą „Pomorski” oraz przyjęła dziedzictwo tradycji:
- 2 Kompanii Pozycyjnej Artylerii Pieszej (1815-1831),
- 2 Pułku Artylerii Ciężkiej (1918-1939),
- 2 Pomorskiej Brygady Artylerii Haubic (1944-1946),
- 20 Brygady Artylerii (1963-1965),
- 2 Pomorskiej Brygady Artylerii (1965-1992).

Dzień 7 listopada ustanowiony został Świętem pułku.

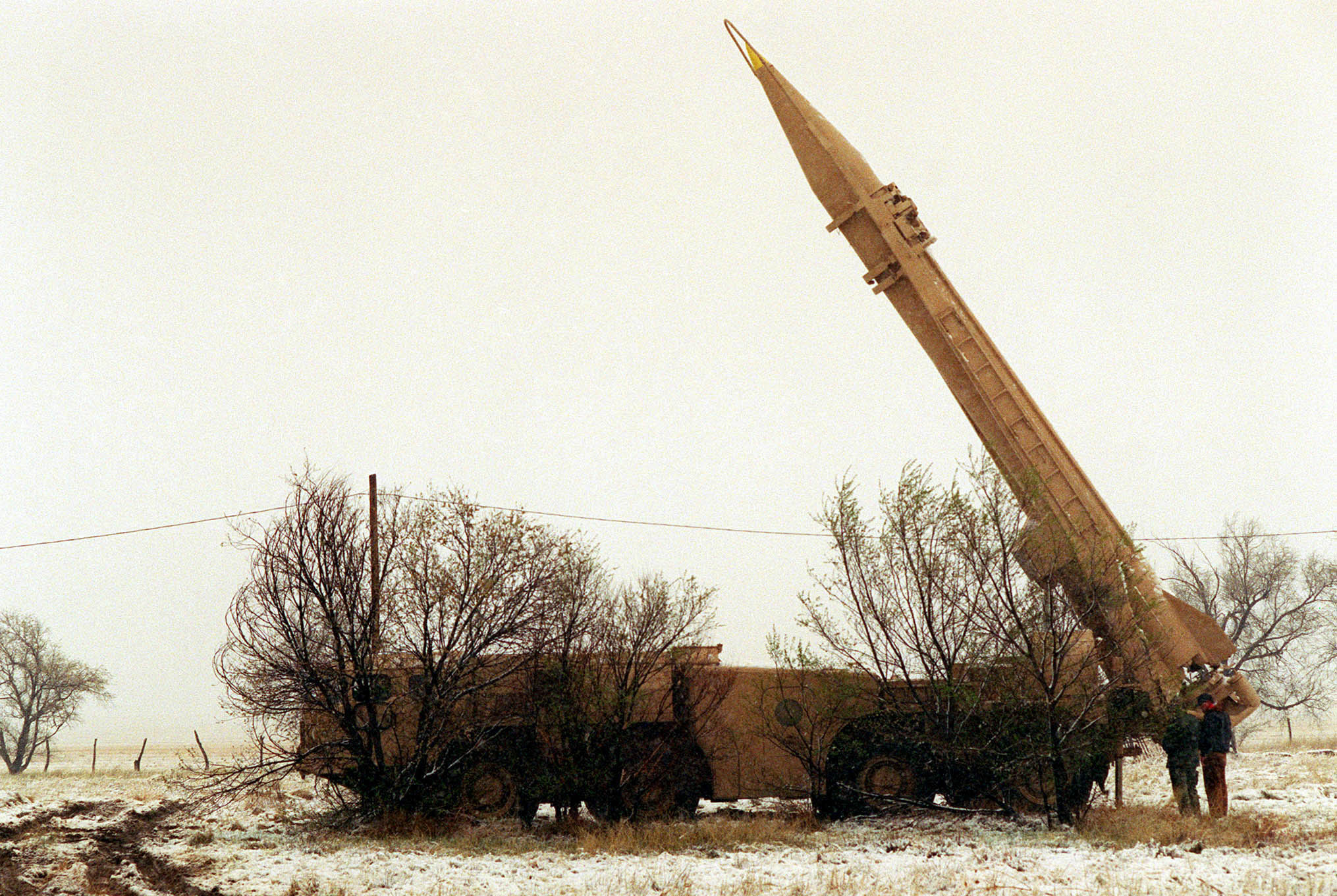
Wyrzutnia rakiet operacyjno-taktycznych R-300 na stanowisku startowym (podstawowe uzbrojenie 2 Brygady Rakiet Operacyjno-Taktycznych)

## Skład organizacyjny i uzbrojenie
dowództwo i sztab
- dwa dywizjony artylerii (16 i 17 da)[b]
  - bateria dowodzenia
  - 3 x baterie startowe (1 wyrzutnia w każdej baterii)
  - pluton obsługi technicznej
  - sekcja gospodarcza
  - sekcja remontu pojazdów
- bateria dowodzenia
- bateria techniczna
- bateria transportowo-gospodarcza
- kompania maszyn inżynieryjnych
- pluton obrony przeciwchemicznej
- warsztaty remontowe
- bateria meteorologiczna

Uzbrojenie brygady w latach 60. stanowiło 6 wyrzutni rakietowych 9K51 (R-170) na podwoziu działa samobieżnego ISU-152, które mogły odpalać rakiety R-11M z głowicą jądrową o mocy 20 lub 40 kT. (oznaczenie NATO – Scud)
W latach 70. wprowadzono na uzbrojenie nowe wyrzutnie rakietowe typu 9K72 Elbrus (R-300) na podwoziu samochodu ciężarowego MAZ-543P, które mogły odpalać rakiety R-14 z głowicą jądrową o mocy 20, 40 lub 100 kT. (oznaczenie NATO – Scud B)

## Dowódcy
- płk Włodzimierz Kobylański 1963-1967
- płk Marian Misiewicz 1967-1973
- płk Leon Sulima 1973-1974
- płk Kazimierz Chudy 1974-1978
- płk Marian Oleksiak 1978-1980
- płk Kazimierz Wilczewski 1980-1988
- płk Włodzimierz Sąsiadek 1988-1990
- płk Stanisław Kulesza 1990-1992